# Cetomimus craneae
Cetomimus craneae är en fiskart som beskrevs av Robert Rees Harry 1952. Cetomimus craneae ingår i släktet Cetomimus och familjen Cetomimidae. Inga underarter finns listade i Catalogue of Life.